# 開平 (年號)
開平（907年四月—911年四月）是后梁太祖朱全忠的第一個年号，共计5年。闽太祖王審知在开平三年至五年（909年四月—911年四月）亦用此年号。

## 改元
- 天祐四年——四月十八日，朱溫即位為皇帝。二十二日，建立後梁，有制書改元開平元年。[3][4][5]
- 開平五年——五月一日，有制書改元乾化元年。[6][7][8]

## 纪年對照表
| 開平 | 元年  | 二年  | 三年  | 四年  | 五年  |
| ---- | ----- | ----- | ----- | ----- | ----- |
| 公元 | 907年 | 908年 | 909年 | 910年 | 911年 |
| 干支 | 丁卯  | 戊辰  | 己巳  | 庚午  | 辛未  |

## 同期存在的其他政权年号
- 中國
  - 天祐（907年－908年）：晉—李克用之年號
  - 天祐（909年－923年）：晉—李存勗之年號
  - 天祐（907年－924年）：岐—李茂貞之年號
  - 天復（902年－904年）：吳—楊行密之年號
  - 天祐（904年－919年）：吳—楊行密、楊渥之年號
  - 天祐（907年－）：吳越—錢鏐之年號
  - 天寶（908年－912年）：吳越—錢鏐之年號
  - 天復（907年）：前蜀—王建之年號
  - 武成（908年－910年）：前蜀—王建之年號
  - 永平（911年－915年）：前蜀—王建之年號
  - 天祐（907年－916年）：契丹—耶律阿保機之年號
  - 安國（903年－909年）：大長和—鄭買嗣之年號
  - 始元（910年－914年）：大長和—鄭仁旻之年號
- 朝鮮半島
  - 聖冊（905年－911年）：後高句麗—弓裔之年號
  - 水德萬歲（911年－914年）：後高句麗—弓裔之年號
- 日本
  - 延喜（901年－922年）：平安時代—醍醐天皇之年號

## 深入閱讀
- 李崇智. . 北京: 中華書局. 2004年12月. ISBN 7101025129.
- 鄧洪波. . 臺北: 國立臺灣大學東亞經典與文化研究計劃. 2005年3月  [2022-01-03]. ISBN 9789860005189. （原始内容 (pdf)存档于2007-08-25）.